# Sztára
Sztára (szlovákul: Staré) község Szlovákiában, a Kassai kerület Nagymihályi járásában.

## Fekvése
Nagymihálytól 13 km-re északra, a Laborc bal oldalán fekszik.

## Története
A régészeti leletek tanúsága szerint már a 9. században lakott hely volt.
A mai falut 1273-ban említik először a Csák nembeli Péter fia Domonkos birtokaként. IV. László király a falut híveinek, Jakab fiainak: Andrásnak és Jakabnak, a Sztáray család őseinek adta. A Sztáray család ősi fészke, a nagymihályi uradalom része volt. A 14. században a falu határában két vizimalom működött. 1335-ben már Szent Anna templomát is említik. A templom a 16. század végétől 1725-ig a kálvinistáké volt. A 17. századi barokkizált reneszánsz kastély helyén már a 13. században vár állott. A várat először 1453-ban említik, valószínűleg a török rombolta le a 16. század elején, 1692-ben már pusztaként szerepel. Nyoma alig maradt, csak alapfalának maradványai látszanak.
A település a 16. században mezővárosi és piactartási joggal rendelkezett. 1715-ben 29, 1720-ban 25 háztartás létezett a faluban. A jobbágyok házai mellett négy nemesi kúria is állt a településen, ezen kívül kastély, az uradalmi major épületei, plébánia, templom és iskola is volt itt. Sztára kedvelt vásáros és búcsújáró hely volt, fejlődésében nagy szerepet játszott földesura, gróf Sztáray János Fülöp és felesége, Migazzi Borbála, aki az esztergomi érsek unokahúga volt.
A 18. század végén Vályi András így ír róla: „SZTÁRA. Tót Helység Zemplén Várm. földes Ura Gr. Sztáray Uraság, lakosai katolikusok, és kevés orosz vallásúak, fekszik délre Izbugyához 1/2, é. Krivostyánhoz is fél órányira; határja 3 nyomásbéli, jó trágyázás után terem gabonát, árpát, jó búzát, mezeje térséges, és partos, erdeje tőlgyes, és bikkes, szőleje is van.”
Fényes Elek 1851-ben kiadott geográfiai szótárában így ír a faluról: „Sztára, tót m. v. Zemplén vmegyében, Homonnához délre 1 1/4 mfdnyire: 789 r., 95 g. kath., 7 evang., 39 zsidó lak. Kath. paroch. templom. Csinos kastély. Vizimalom a Laborczán. 918 hold szántóföld. Erdő. F. u. az igen régi Sztáray grófi nemzetség. Első birtokosa volt Venczellin, Sz. Istvánnak azon vezére, ki a zenebonáskodó Kupa somogyi herczeget meggyőzte. Ut. p. Nagymihály.”
A 19. században fokozatosan elveszítette jelentőségét és mezővárosi jogát is.
Borovszky Samu monográfiasorozatának Zemplén vármegyét tárgyaló része szerint: „Sztára, tót kisközség a Laborcz-folyó közelében. Körjegyzőségi székhely. Van 203 háza és 1023, nagyobb részben róm. kath. vallású lakosa. Saját postája van, a távírója Nagymihály, a vasúti állomása Őrmező. Már 1273-ban szerepel Ztaara vára, a honnan a Sztárayak nevüket vették. 1279-ben IV. Lászlótól Nagymihályi Jákó, a Sztárayak őse kapta adományban. 1335-ben az egri káptalannak a Sztáray ősök javára kiadott határjáró-levelében Egyházas-Sztára és Fel-Sztára is szerepel. 1419-ben a Nagymihályiak mellett a rokon Tibai család is birtokosa, 1436-ban Csontos Jánost és Zbugyai Gált s 1444-ben Horkai Balázst iktatják némely részeibe. Ez időtájt a Lucskaiak s 1490-ben a Csontosok, Harkányiak és Korcsvaiak is földesurai. 1506-ban Sempsei Ferenczet, 1512-ben Kasuhi Jánost, Jakabot és Imrét, 1515-ben Tibai Balázst, 1520-ban Sztrithei Zsigmondot, 1575-ben Barlas Istvánt és 1579-ben Máriássy Pált iktatják némely részeibe. Az 1598-iki összeírás nyolcz birtokosát sorolja fel, ú. m.: Bankó Mihály, ifj. Eödönffy Kristóf, Paczoth Ferencz, Pozsgay István, Nagymihályi Farkas, Nagymihályi Dénes özvegye, Nagymihályi György özvegye és Sztáray Ferencz. 1602-ben Nagymihályi Eödönffy Kristófot újabb részeibe iktatják. 1563-ban I. Ferdinánd városi szabadalmakkal látta el és vásártartási jogot adományozott a községnek. Későbbi birtokosai azután a Sztárayakon kívül még a Szirmay, Pothurnay és a Mokcsay családok voltak. Most a kassai takarékpénztárnak van itt nagyobb birtoka. Ezé a kastély is, melyet gróf Sztáray János 1770-ben építtetett. Az 1831-iki kolera itt is dühöngött és lakosai részt vettek a pórlázadásban. Róm. kath. temploma 1842-ben épült. Az egyház 1631-ből, 1766-ból s 1773-ból származó kelyheket, 1770-ből való öröklámpát, ugyanabból az időből való pluviálet őriz s egy nagyon érdekes misemondó-ruhát, melyet Mária Terézia leánya, Erzsébet főherczegnő sajátkezűleg hímzett s 1766-ban az egyháznak ajándékozott. Sztáray Fülöp neje, Migazzy Borbála ugyanis, Mária Terézia kedvelt udvarhölgye volt. 1770-ben végbement esküvőjén, Mária Terézia és leánya Erzsébet főherczegnő is jelen voltak. Ennek az emlékére hímezte azután a misemondó-ruhát, melynek alsó részén a következő felirat látható: „SSIMA Archi-Ducissa Austriae Elisabeth, Propria Manu Fecit et Donavit Pro Ecclia Sztára 1766” s alatta a főherczegi koronával díszített pajzsban az M. T. betűk láthatók. Ide tartoznak Alsó-major, Bukovina-major és Téglagyár telep. Sztára környékén feküdt hajdan Koromlya község is, melybe 1425-ben Eördeögh Mihályt iktatták, de Sztrithei Zsimgondnak is volt itt birtoka. Ugyancsak ezen a tájon említenek XV. századbeli oklevelek egy Mikche nevű községet, míg egy XIV. századbeli határjáró-levél itt Buruchfalua nevű falut is említ.”
1920-ig Zemplén vármegye Nagymihályi járásához tartozott.

## Népessége
| Év:            | 1994. | 2004.   | 2014.   | 2024.   |
| -------------- | ----- | ------- | ------- | ------- |
| Emberek száma: | 824   | 805     | 788     | 764     |
| Eltérés:       |       | -2,30 % | -2,11 % | -3,04 % |

| Év:            | 2023. | 2024.   |
| -------------- | ----- | ------- |
| Emberek száma: | 762   | 764     |
| Eltérés:       |       | +0,26 % |

1910-ben 980, túlnyomórészt szlovák anyanyelvű lakosa volt.
2001-ben 816 lakosából 810 szlovák volt.
2011-ben 798 lakosából 788 szlovák volt.
2021-ben 755 lakosából 1 magyar, 731 (+2) szlovák, (+4) ruszin, 4 (+3) egyéb és 19 ismeretlen nemzetiségű volt.

## Nevezetességei
- A Sztáray-kastély a 17. században épült. Eredetileg késő reneszánsz stílusú volt, a 18. században Sztáray Fülöp barokk stílusban építette át.
- A 13. századi vár csekély maradványai.
- Régi római katolikus temploma 14. századi eredetű, eredetileg Szent Anna tiszteletére volt szentelve, majd 1725-ben újjáépítették és a Szeplőtelen Szűzanya tiszteletére szentelték fel. Tornya fából épült. A ma is álló katolikus templomot 1842-ben építették klasszicista stílusban.
- Nepomuki Szent János szobra 1816-ban készült.
- A magtár épülete.

## Híres emberek
A nagymihályi és sztáray gróf Sztáray család több neves tagja kötődik a településhez:
- Sztáray János Fülöp gróf (1739-1815) Zemplén vármegye főispánja;
- Sztáray Albert gróf (1785-1843) országgyűlési képviselő és neves publicista;
- Itt született Sztáray Irma grófnő (1863-1941), Erzsébet királyné udvarhölgye, aki 1898. szeptember 10-én, a királynő meggyilkolásának napján is kísérője volt;
- Itt született Zichy Géza gróf (1849-1924) zeneszerző, színműíró.